# Diaeretellus palustris
Diaeretellus palustris är en stekelart som beskrevs av Jaroslav Stary 1971. Diaeretellus palustris ingår i släktet Diaeretellus och familjen bracksteklar. Inga underarter finns listade i Catalogue of Life.